# アマゾンウォリアー
アマゾンウォリアー (Amazon Warrior) とは、アメリカ合衆国生まれの競走馬、繁殖牝馬である。アサマユリ、シェリルと並ぶメジロ牧場の基礎繁殖牝馬の1頭。

## 経歴
競走に出走することなく繁殖牝馬となり、1965年に日本のメジロ牧場に輸入された。産駒は9頭中8頭が牝馬でその多くが繁殖牝馬となり、メジロ牧場を中心に強大なファミリーラインが形成された。中でもメジロヒリュウを経由したファミリーラインが有名である。

## 繁殖成績（産駒一覧）
- 1966年生　メジロハクバ（牝）（父：Toulouse Lautrec）
- 1967年生　メジロカズサ（牝）（父：パーソロン）3勝
- 1972年生　メジロヒリュウ（牝）（父：ネヴァービート）5勝
- 1975年生　メジロイーグル（牡）（父：メジロサンマン）7勝、京都新聞杯優勝、種牡馬。産駒にメジロパーマー。
- 1976年生　メジロエリート（牝）（父：メジロサンマン）
- 1977年生　メジロジェミニ（牝）（父：アーサー）
- 1979年生　メジロオズマ（牝）（父：ネヴァービート）
- 1981年生　メジロメアリー（牝）（父：ダンディルート）
- 1982年生　メジロエマ（牝）（父：モガミ）6勝

## アマゾンウォリアーの主要なファミリーライン
太字はGI/JpnI競走優勝馬、馬名後ろのcは牡馬を示す。
出典：牝系検索α
- アマゾンウォリアー 1960
  - メジロカズサ 1967（3勝） 
    - メジロクラウン 1977（4勝）
      - メジロカンムリ 1989 （5勝、エリザベス女王杯2着）
        - ディープキッス 2005
          - ステッペンウルフ 2016 c （地方5勝、京浜盃優勝）

  - メジロヒリュウ（5勝） 1972
    - メジロフルド 1979
      - スガタシン 1997
        - ランノホシ 2001 c （地方3勝、平和賞優勝）

    - メジロラモーヌ 1983（9勝、中央競馬牝馬三冠）
      - メジロリベーラ  1990
        - メジロレーマー 1995
          - フィールドルージュ c 2002（9勝、川崎記念優勝、名古屋グランプリ優勝）

        - メジロシルビア 1997（3勝）
          - メジロアリス 2005（3勝）
            - コウソクストレート c 2014（ファルコンステークス優勝）

      - メジロルバート 2003
        - メジロツボネ 2008（4勝）
          - グローリーヴェイズ c 2015（香港ヴァーズ、日経新春杯優勝）　

    - メジロマーリン 1984（1勝）
      - メジロベッサン 1989
        - バンフレッシュ 1999（地方4勝、日高賞優勝）

      - メジロランバダ 1993（6勝、日経新春杯優勝、中山牝馬ステークス優勝）
        - ウィステリアメジロ 2011
          - スターオブケリー 2019（地方3勝、ハヤテスプリント優勝）

    - メジロアルダン c 1985（5勝、高松宮杯優勝、東京優駿2着、天皇賞（秋）2着）

  - メジロイーグル 1975 c（7勝、京都新聞杯優勝）

## 血統表
| アマゾンウォリアーの血統     | アマゾンウォリアーの血統                                        | アマゾンウォリアーの血統                                        | （血統表の出典）                                                | （血統表の出典） |
| 父系                         | ケーレッド系                                                    | ケーレッド系                                                    | ケーレッド系                                                    |                  |
| 父 Khaled 1943 鹿毛 アメリカ | 父の父Hyperion 1930 栗毛 イギリス                               | Gainsborough                                                    | Bayardo                                                         | Bayardo          |
| 父 Khaled 1943 鹿毛 アメリカ | 父の父Hyperion 1930 栗毛 イギリス                               | Gainsborough                                                    | Rosedrop                                                        |                  |
| 父 Khaled 1943 鹿毛 アメリカ | 父の父Hyperion 1930 栗毛 イギリス                               | Selene                                                          | Chaucer                                                         | Chaucer          |
| 父 Khaled 1943 鹿毛 アメリカ | 父の父Hyperion 1930 栗毛 イギリス                               | Selene                                                          | Serenissima                                                     |                  |
| 父 Khaled 1943 鹿毛 アメリカ | 父の母Eclair 1930 鹿毛 イギリス                                 | Ethnarch                                                        | The Tetrarch                                                    | The Tetrarch     |
| 父 Khaled 1943 鹿毛 アメリカ | 父の母Eclair 1930 鹿毛 イギリス                                 | Ethnarch                                                        | Karenza                                                         |                  |
| 父 Khaled 1943 鹿毛 アメリカ | 父の母Eclair 1930 鹿毛 イギリス                                 | Black Ray                                                       | Black Jester                                                    | Black Jester     |
| 父 Khaled 1943 鹿毛 アメリカ | 父の母Eclair 1930 鹿毛 イギリス                                 | Black Ray                                                       | Lady Brilliant                                                  |                  |
| 母 War Betsy 1948 アメリカ   | 母の父War Relic 1938 栗毛 アメリカ                              | Man o' War                                                      | Fair Play                                                       | Fair Play        |
| 母 War Betsy 1948 アメリカ   | 母の父War Relic 1938 栗毛 アメリカ                              | Man o' War                                                      | Mahubah                                                         |                  |
| 母 War Betsy 1948 アメリカ   | 母の父War Relic 1938 栗毛 アメリカ                              | Friars Carse                                                    | Friar Rock                                                      | Friar Rock       |
| 母 War Betsy 1948 アメリカ   | 母の父War Relic 1938 栗毛 アメリカ                              | Friars Carse                                                    | Problem                                                         |                  |
| 母 War Betsy 1948 アメリカ   | 母の母Betsy Ross 1939 芦毛 イギリス                             | Mahmoud                                                         | Blenheim                                                        | Blenheim         |
| 母 War Betsy 1948 アメリカ   | 母の母Betsy Ross 1939 芦毛 イギリス                             | Mahmoud                                                         | Mah Mahal                                                       |                  |
| 母 War Betsy 1948 アメリカ   | 母の母Betsy Ross 1939 芦毛 イギリス                             | Celerina                                                        | Teddy                                                           | Teddy            |
| 母 War Betsy 1948 アメリカ   | 母の母Betsy Ross 1939 芦毛 イギリス                             | Celerina                                                        | Diavolezza                                                      |                  |
| 母系(F-No.)                  | (FN:9-f)                                                        | (FN:9-f)                                                        | (FN:9-f)                                                        | [ § 2 ]          |
| 5代内の近親交配              | Gainsborough 3×5、Fairy Gold 5･5（母内）、Rock Sand 5･5（母内） | Gainsborough 3×5、Fairy Gold 5･5（母内）、Rock Sand 5･5（母内） | Gainsborough 3×5、Fairy Gold 5･5（母内）、Rock Sand 5･5（母内） | [ § 3 ]          |
| 出典                         | 1. 2. 3.                                                        | 1. 2. 3.                                                        | 1. 2. 3.                                                        | 1. 2. 3.         |